# Heike Meißner
Brigitte Heike Meißner  (née le 29 janvier 1970 à Dresde) est une athlète allemande, spécialiste du 400 mètres haies, et dans une moindre mesure du 800 mètres.

## Biographie

### Palmarès
| Date | Compétition                    | Lieu          | Résultat | Épreuve     | Performance   |
| ---- | ------------------------------ | ------------- | -------- | ----------- | ------------- |
| 1989 | Championnats d'Europe juniors  | Varaždin      | 3e       | 400 m haies | 56 s 77       |
| 1989 | Championnats d'Europe juniors  | Varaždin      | 1re      | 4 × 400 m   | 3 min 33 s 38 |
| 1991 | Championnats du monde          | Tokyo         | 7e       | 400 m haies | 55 s 26       |
| 1992 | Jeux olympiques                | Barcelone     | 6e       | 4 × 400 m   | 3 min 26 s 37 |
| 1993 | Universiade                    | Buffalo       | 1re      | 400 m haies | 56 s 10       |
| 1993 | Championnats du monde          | Stuttgart     | 5e       | 4 × 400 m   | 3 min 25 s 49 |
| 1994 | Championnats d'Europe          | Helsinki      | 4e       | 400 m haies | 54 s 79       |
| 1994 | Championnats d'Europe          | Helsinki      | 3e       | 4 × 400 m   | 3 min 24 s 10 |
| 1995 | Championnats du monde          | Göteborg      | 4e       | 400 m haies | 54 s 86       |
| 1995 | Universiade                    | Fukuoka       | 1re      | 400 m haies | 55 s 57       |
| 1996 | Jeux olympiques                | Atlanta       | 5e       | 400 m haies | 54 s 03       |
| 1997 | Championnats du monde en salle | Paris         | 3e       | 4 × 400 m   | 3 min 28 s 39 |
| 1998 | Championnats d'Europe          | Budapest      | 6e       | 800 m       | 2 min 01 s 36 |
| 1998 | Coupe du monde des nations     | Johannesbourg | 7e       | 800 m       | 2 min 04 s 50 |
| 2002 | Championnats d'Europe          | Munich        | 2e       | 400 m haies | 55 s 89       |
| 2002 | Coupe du monde des nations     | Madrid        | 7e       | 400 m haies | 57 s 40       |
| 2003 | Championnats du monde          | Paris         | 7e       | 400 m haies | 55 s 60       |

### Records
| Épreuve          | Performance   | Lieu    | Date            |
| ---------------- | ------------- | ------- | --------------- |
| 400 mètres haies | 54 s 03       | Atlanta | 31 juillet 1996 |
| 800 mètres       | 1 min 59 s 50 | Zurich  | 12 août 1998    |